# Fuembellida
Fuembellida település Spanyolországban, Guadalajara tartományban. Fuembellida Baños de Tajo, Peñalén, Zaorejas, Corduente, Valhermoso és Tierzo községekkel határos. Lakosainak száma 14 fő (2024).

## Népesség
A település népessége az utóbbi években az alábbiak szerint változott:
| Lakosok száma | 16   | 15   | 13   | 16   | 16   | 13   | 10   | 10   | 13   | 14   |
|               | 2001 | 2004 | 2006 | 2009 | 2011 | 2014 | 2016 | 2019 | 2021 | 2024 |